# 伊藤毅 (ベーシスト)
伊藤 毅（いとう つよし、1966年2月3日 - ）は、日本のベーシスト、作曲家・音楽プロデューサー。現在は主にテレビ番組、CM、劇伴など映像関係の音楽を担当している。

## 人物
- 好きなものは ブライアン・イーノ、ダニエル・ラノワ、ミューズ、ジャコ・パストリアス、佐野元春、ラーメンズ、バーボン・ウイスキー、ロードバイク。

## 制作／プロデュース／編曲
- 川村結花
- 平岩英子
- 宮田和弥
- 松崎ナオ
- 安藤秀樹
- シアターブルック（A&R）
- すず
- Sepa
- RED WARRIORS
- tae
- kirche
- みとせのりこ
- Dustz
- 吉田Q
- Realtime
- fansnik
- tae

他

## 作曲／楽曲提供
- JUN SKY WALKER(S)
- 宮田和弥
- エンジェル伝説
- かのこん
- メーカーズシャツ鎌倉
- シチズン時計
- カシオ計算機
- LGエレクトロニクス

他、CM、ゲーム音楽など